# Almerías flygplats
Almerías flygplats (IATA: LEI, ICAO: LEAM) (spanska: Aeropuerto de Almería) är en mindre internationell flygplats, 9 km öst om centrala Almería, Spanien.